# 라디오 레벨
《라디오 레벨》(Radio Rebel)은 미국에서 제작된 피터 호윗 감독의 2012년 드라마, 가족 영화이다. 2012년 2월 17일 미국에서 디즈니 채널을 통해 초연되었으며 캐나다에서는 2012년 3월 9일 YTV를 통해 이루어졌다. 데비 라이언 등이 주연으로 출연하였다. 이 영화는 MarVista Entertainment와 Two 4 Monkey Media에 의해 YTV, 디즈니 채널과 더불어 제작되었다.

## 출연

### 주연
- 데비 라이언

### 조연
- 아담 디마르코
- 메릿 패터슨
- 앨리 버트램
- 아인 벌처
- 로웬 칸
- 낸시 로버트슨
- 마틴 커밍스
- 에이프릴 텔렉
- 메르세데스 드 라 제다
- 브렌다 크릭로
- 키스 맥케크니